# Leucopis aphidivora
Leucopis aphidivora är en tvåvingeart som beskrevs av Camillo Rondani 1847. Leucopis aphidivora ingår i släktet Leucopis och familjen markflugor. Inga underarter finns listade i Catalogue of Life.